# Gansus
Gansus – nazwa rodzajowa wymarłego wodnego ptaka żyjącego we wczesnej kredzie (alb, około 110 milionów lat temu), na terenie zajmowanym obecnie przez prowincję Gansu w zachodnich Chinach. Jest najstarszym znanym przedstawicielem grupy Ornithurae, która obejmuje także współczesne ptaki (Neornithes) i pokrewne im wymarłe grupy, takie jak Ichthyornithes i Hesperornithes.
Rodzaj zawiera jeden gatunek, Gansus yumenensis, którego przedstawiciele byli wielkości gołębia, a z wyglądu przypominali dzisiejsze nury i nurkujące kaczki. Zwierzę to posiadało większość cech charakteryzujących żyjące obecnie ptaki, z wyjątkiem braku kości pneumatycznych oraz szponiastych końcówek skrzydeł. Obie cechy mogły mu do pewnego stopnia przeszkadzać w lataniu.
Ornithurae tworzy klad zawierający wszystkie żyjące ptaki i ich najbliższych krewnych. Wszystkie żyjące dziś ptaki, wliczając w to tak różnorodne taksony, jak strusie, kolibry i jastrzębiowate, pochodzą od podstawowych form Ornithurae. Możliwe jest, że wszystkie ptaki pochodzą od ziemno-wodnego ptaka podobnego do Gansus. Tak więc Gansus jest niekoniecznie bezpośrednim przodkiem dzisiejszych ptaków, ale może być blisko spokrewniony z hipotetycznym przodkiem współczesnych ptaków. Jest to najstarszy znany nowoczesny ptak na chwilę obecną. Dokładne przebadanie podobieństw między G. yumenensis a grupą Hesperornithes może okazać się szczególnie owocne, ponieważ zaliczanie tego drugiego do Ornithurae nie jest pewne z powodu ich wyraźnej specjalizacji (prawie pełna utrata skrzydeł oraz nogi rozchylone na boki).
Wcześniej był znany tylko z pojedynczego znaleziska stopy odkrytej w 1981. Pięć dobrze zachowanych skamieniałości tego ptaka zostało odkrytych w latach 2003–2004 na terenie prahistorycznego jeziora w Changma, Gansu. Warstwa geologiczna, w której odkryto szczątki należy do formacji Xiagou. Ich ciała osiadły w błocie, a następnie zostały przykryte jego kolejną warstwą. Ciała ukryte w pozbawionej tlenu atmosferze nie uległy rozkładowi. Okazy posiadały pozostałości piór oraz błon między palcami stóp.